# Microcrambus agnesiella
Microcrambus agnesiella là một loài bướm đêm trong họ Crambidae.